# Bulla gemma
Bulla gemma är en snäckart som först beskrevs av Addison Emery Verrill 1880.  Bulla gemma ingår i släktet Bulla och familjen Bullidae. Inga underarter finns listade i Catalogue of Life.